# Tanner Fletcher
Tanner Fletcher es una marca de moda sin género basada en Brooklyn, Nueva York. Fue fundada en 2020 por Tanner Richie y Fletcher Kasell.La marca fusiona siluetas tradicionales con estéticas modernas, utilizando telas y adornos similares a los tapizados inspirados en los muebles de mediados a finales del siglo XX.

## Moda sin género
La idea de crear una marca sin género surge de la manera en que Richie y Kasell experimentaban la moda durante su crecimiento en el medio oeste. Ambos exploraban con igual frecuencia los departamentos de moda masculina y femenina.
Su enfoque principal de diseño se centra en integrar la moda con la decoración del hogar, buscando un equilibrio entre lo moderno y lo nostálgico.

## Productos
La marca se especializa en ropa lista para usar, bolsos, artículos para el hogar y joyería que desafían los límites entre la masculinidad y la feminidad. Además de prendas de vestir, la marca también presenta una diversidad de accesorios pequeños con un diseño consciente y proporciona servicios de diseño de interiores.

## Miss Universo
Durante el su desfile en la Semana de la Moda de Nueva York en septiembre de 2023, R'Bonney Gabriel, quien ostenta el título de Miss Universo 2022, reveló que la Organización Miss Universo tomó la decisión de eliminar las limitaciones de edad para las participantes mayores de 18 años a partir de la edición de 2024.